# Redmi 7
Lo Xiaomi Redmi 7 è uno smartphone prodotto da Redmi, sub-brand di Xiaomi, presentato a marzo 2019.

## Caratteristiche tecniche

### Hardware
Il Redmi 7 misura 158.7 x 75.6 x 8.5 millimetri e pesa 180 grammi. Ha un retro e un frame laterale in plastica e la parte anteriore in vetro Gorilla Glass 5.
È dotato di chipset Qualcomm Snapdragon 632, con CPU octa-core e GPU Adreno 506. Ha 2/3/4 GB di RAM e 16/32/64 GB di memoria interna eMMC 5.1, espandibili tramite microSD.
Ha uno schermo IPS LCD ampio 6,26" pollici con risoluzione HD+ e aspect ratio 19:9.
È dotato di fotocamera posteriore doppia da 12 megapixel con f/2.2 e autofocus PDAF + 2 MP di profondità, in grado di registrare video full HD a 30 o 60 fps, e fotocamera anteriore da 8 megapixel, con f/2.0, in grado di registrare video full HD a 30 fps.
È dotato di connettività GSM/CDMA/HSPA/LTE, di Wi-Fi 802.11 b/g/n, Wi-Fi Direct, hotspot; di Bluetooth 4.2, A2DP, LE, aptX HD; A-GPS, GLONASS, BDS, GALILEO; di porta a infrarossi, di porta microUSB 2.0 OTG e di radio FM.
Ha una batteria ai polimeri di litio non removibile da 4000 mAh. Supporta la ricarica a 10W.

### Software
Di serie ha Android Pie 9.0 e l'interfaccia utente MIUI, aggiornabile alla versione 11. Redmi 7 è aggiornabile ad Android 10.

## Redmi 7A
Il Redmi 7A è una versione più economica del Redmi 7, dal quale differisce principalmente per il chipset (Snapdragon 439 anziché 632), per lo schermo più piccolo (5,45 anziché 6,26") e per la fotocamera anteriore (da 5 MP anziché 8). Inoltre, nella versione per il mercato cinese il Redmi 7A ha una fotocamera posteriore da 13 MP anziché 12.

## Accoglienza e vendite
Android Authority ha valutato 6,3 il Redmi 7, giudicando come buone le prestazioni, eccellente la durata della batteria e belle le colorazioni, criticando la qualità delle plastiche usate per la back cover e per il frame laterale, la comodità d'uso e le finiture.
AndroidWorld ha esaltato l'autonomia, la fotocamera e il display del Redmi 7, criticando l'assenza del supporto ai contenuti HD dei servizi di streaming, la scocca, che si sporca facilmente, e il fatto che sia dotato di porta microUSB anziché USB-C.
Il Redmi 7A, invece, ha avuto l'approvazione di TechRadar per quanto riguarda la batteria, la cui durata è stata definita "eccezionale", la presenza della radio FM integrata, senza bisogno di inserire gli auricolari, cosa divenuta rara negli smartphone; ha inoltre definito decenti le prestazioni considerato il basso prezzo e deludenti l'assenza dell'NFC e del lettore di impronte digitali.